# قوجو
قوجو (به لاتین: Qucu) یک منطقه مسکونی در جمهوری آذربایجان است که در شهرستان لریک واقع شده است.